# Завадовський Михайло Михайлович
Михайло Михайлович Завадовський 17 (29) липня 1891 — 28 березня 1957) — російський і радянський вчений-біолог, професор Московського університету, академік ВАСГНІЛ, лауреат Сталінської премії (1946). Брат Бориса Завадовського.

## Життєпис
Михайло Завадовський народився в селі Покровка-Скорічево Єлисаветградського повіту Херсонської губернії (нині Кіровоградська (Кропивницька) область). У 1909 році вступив до Московського університету.
З другого курсу працював у лабораторії біолога Миколи Кольцова в Московському міському університеті імені А. Л. Шанявського. Після отримання диплома залишився там на посаді асистента лабораторії низьких температур.
У 1915—1918 роках Михайло Завадовський працював асистентом кафедри зоології Московських вищих жіночих курсів. З 1918 року читав курс експериментальної біології в Університеті Шанявського і в 1919 році в 1-му Московському державному університеті.
Навесні 1919 року відправився в експедицію до Асканії-Нової, де потрапив до зони бойових дій. Поїхав до Криму, отримав місце доцента в Таврійському університеті. Займався науковими дослідженнями, результатом яких стали монографії «Стать і розвиток його ознак. До аналізу формоутворення» (1922) та «Стать тварин і його перетворення (механіка розвитку статі)» (1923).
У 1921 році Михайло Завадовський повернувся до Москви і відновив читання курсу експериментальної біології в 1-му МДУ, а в 1924 році став професором кафедри загальної біології 2-го МДУ. Одночасно до 1927 року працював директором Московського зоопарку, де заснував Лабораторію експериментальної біології. У 1927 році Лабораторія була передана до складу Всесоюзного інституту тваринництва (ВІТ), і Завадовський став займатися розробкою методів підвищення репродуктивності сільськогосподарських тварин за допомогою гормональних препаратів.
З 1930 року працював на кафедрі динаміки розвитку біологічного факультету МДУ. Академік ВАСГНІЛ з 1935 року. Під час німецько-радянської війни в 1941—1943 роках перебував в евакуації в Алма-Аті, де продовжував експериментальну роботу з багатопліддя.
У 1944 року за педагогічну роботу Михайла Завадовського було нагороджено орденом Трудового Червоного Прапора, а в 1946 році за розробку методів експериментального багатопліддя — Сталінською премією .
У 1948 році кафедра динаміки розвитку МДУ була ліквідована, Завадовський разом з іншими прихильниками генетики звільнений, а його метод експериментального багатопліддя заборонений.
Після смерті Йосипа Сталіна в 1954 році у Всесоюзному інституті тваринництва була відкрита Лабораторія фізіології розвитку, в якій Завадовський працював останні роки свого життя.
28 березня 1957 року він помер. Похований на Введенському кладовищі в Москві.